# 康縉 (洪武進士)
康縉 ，字宗正，江西吉安府泰和縣人，明朝政治人物、進士出身。

## 生平
鄉試第五名。洪武四年，會試一百一十七名，登進士三甲，授東平府平陰縣縣丞。